# Manchester Fútbol Club (Ecuador)
El Manchester Fútbol Club es un equipo de fútbol profesional de la ciudad de Latacunga, Provincia de Cotopaxi, Ecuador. Fue fundado el 28 de febrero de 2012. Su directiva está conformada por el Sr. Willian Heriberto Dávila Gallardo como Presidente, la Sra. Mariflor de las Mercedes Landazuri Puyol como Vicepresidenta, la Sra. Michelle Alexandra Dávila Landazuri como Gerenta y la Sra. Gladys Yolanda Montero Quintero como Secretaria.  Se desempeña en el Campeonato Provincial de Segunda Categoría de Cotopaxi, también en la Segunda Categoría del Campeonato Ecuatoriano de Fútbol.
Está afiliado a la Asociación de Fútbol No Amateur de Cotopaxi.